# Долішнє Озирово
Долішнє Ози́рово (болг. Долно Озирово) — село в Монтанській області Болгарії. Входить до складу общини Виршець.

## Населення
За даними перепису населення 2011 року у селі проживали 417 осіб.
Національний склад населення села:
| Національність   | Кількість осіб | Відсоток |
| ---------------- | -------------- | -------- |
| болгари          | 340            | 89,9%    |
| цигани           | 37             | 9,8%     |
| турки            | 0              | 0%       |
| Всього відповіли | 378            |          |

Розподіл населення за віком у 2011 році:
Динаміка населення: